# Szoorung
A Szoorung (Seooreung) (hangul: 서오릉, handzsa: 西五陵; „nyugati öt királysír”) Kjonggi (Gyeonggi) tartomány Kojang (Goyang) városában található Csoszon (Joseon)-kori koreai királysírcsoport, melybe Jedzsong (Yejong) királyt, Szukcsong (Sukjong) királyt, hercegeket és királyi hitveseket temettek. A sírcsoport Szöulból a 3-as metró Nokpon (Nokbeon) állomásától, valamint a 6-os metró Kuszan (Gusan) állomásától helyi buszjáratokkal közelíthető meg.

## Története
| Sír neve                                    | Elhunytak neve | Év   |
| ------------------------------------------- | --- | ---- |
| Kjongnung (경릉, 敬陵, Gyeongneung)         | Igjong (의경, Uigyeong) koronaherceg (posztumusz: Tokcsong (덕종, Deokjong) király) Szohje (소혜, Sohye) királyné (posztumusz cím) | 1457 |
| Cshangnung (창릉, 昌陵, Changneung)         | Jedzsong (Yejong) király Anszun (안순, Ansun) királyné                                                                             | 1469 |
| Ingnung (익릉, 翼陵, Ingneung)              | Ingjong (인경, Ingyeong) királyné (Szukcsong (Sukjong) király felesége)                                                            | 1680 |
| Mjongnung (명릉, 明陵, Myeongneung)         | Szukcsong (Sukjong) király Inhjon (인현, Inhyeon) királyné Invon (인원, Inwon) királyné                                            | 1701 |
| Hongnung (홍릉, 弘陵, Hongneung)            | Csongszong (정성, Jeongseong) királyné (Jongdzso (Yeongjo) király felesége)                                                        | 1757 |
| Szuncshangvon (순창원, 順昌園, Sunchangwon) | Szunhö (순회, Sunhoe) herceg (Mjongdzsong (Myeongjong) fia) konghibin (gonghuibin) rangú hercegi hitves a Jun (Yun) klánból        | 1563 |
| Szugjongvon (수경원, 綏慶園, Sugyeongwon)   | jongbin (yeongbin) rangú királyi hitves az I (Yi) klánból (Jongdzso (Yeongjo) király ágyasa)                                       | 1764 |
| Jonghövon (영회원, 永懷園, Yeonghoewon)     | Szohjon (소현, Sohyeon) herceg (Indzso (Injo) fia) minhöbin (minhoebin) rangú felesége a Kang klánból                              | 1718 |
| Tebinmjo (대빈묘, 大嬪墓, Daebinmyo)        | Csang hibin (Jang hui-bin), Szukcsong (Sukjong) király hibin (huibin) rangú ágyasa a Csang (Jang) klánból                          | 1701 |

### Kjongnung(Gyeongneung)
Igjong (의경, Uigyeong) koronaherceg (1438-1457) Szedzso (Sejo) fia volt, 1455-ben lett koronaherceg. 20 évesen halt meg, hercegi sírba temették. Második fia, Szongdzsong (Seongjong) adományozta neki a posztumusz Tokcsong (덕종, Deokjong) király címet 1471-ben, és emelte sírja rangját nung (neung)re. Feleségével, Szohje (소혜, Sohye) királynéval (1437-1504) két külön sírhalomban nyugszanak. A Han klánból származó szukpin (sukpin) rangú nemeshölgy fia trónra kerülése után az özvegy Inszun (Insun) királyné rangot kapta. A feljegyzések szerint unokája, Jonszangun (Yonsangun) egy veszekedés során megütötte, és fejsérülése következtében halt meg.

### Cshangnung(Changneung)
Jedzsong (Yejong) király (1450-1469) Szedzso (Sejo) másodszülött fia volt, fivére, Igjong (Uigyeong) korai halála miatt lett belőle koronaherceg és lépett trónra 18 évesen, de túl beteg volt a rendes kormányzáshoz és egy évvel később meg is halt. Második feleségével, Anszun (안순, Ansun) királynéval (?-1498) két külön sírhalomba temették.

### Mjongnung(Myeongneung)
A sírba Szukcsong (Sukjong) királyt (1661-1720) és második, valamint harmadik feleségét temették. Inhjon (인현, Inhyeon) királyné (1667-1701) és a király sírjai egy dombon, Invon (인원, Inwon) királynéé (1687-1757) külön dombon található. Inhjon (Inhyeon) 1681-ben lett Szukcsong (Sukjong) felesége, azonban Csang hibin (Jang hui-bin) hamis vádjai miatt királynői címétől megfosztották. Később nevét tisztázták és rangját is visszakapta, 1701-ben ismeretlen betegségben hunyt el. Invon (Inwon) ezt követően, 1702-ben lett királyné.

### Ingnung(Ingneung)
Az Ingnung (Ingneung) Szukcsong (Sukjong) király első feleségének, Ingjong (인경, Ingyeong) királynénak (1661-1680) a sírja. 1670-ben lett koronahercegnő és 1674-ben királyné. 19 évesen halt meg himlőben. Három lánygyermeket szült, de egyikük sem élt sokáig.

### Hongnung(Hongneung)
A sírba Jongdzso (Yeongjo) király feleségét, Csongszong (정성, Jeongseong) királynét (1692-1757) temették. 1704-ben lett Jongdzso (Yeongjo) felesége. Sírja ay egyetlen királyi sír, mely északra néz.

### Szuncshangvon(Sunchangwon)
A hercegi sírba Mjongdzsong (Myeongjong) király fiát, Szunhö (순회, Sunhoe) herceget (1551-1563) és a Jun (Yun) klánból származó konghibin (gonghuibin) rangú hitvesét (?-1592) temették. Szunhö (Sunhoe) hétévesen lett koronaherceg, 12 évesen halt meg.

### Szugjongvon(Sugyeongwon)
A sírba az Jongdzso (Yeongjo) király I (Yi) klánból származó jongbin (yeongbin) rangú királyi ágyasát (?-1764), Szado (Sado) herceg anyját temették. Sírja eredetileg a mai Jonsze (Yonsei) Egyetem területén volt található, 1970-ben mozgatták jelenlegi helyére.

### Jonghövon(Yeonghoewon)
Bár nem Kojang (Goyang)ban, hanem Kvangmjong (Gwangmyeon)ban található, a Jonghövon (Yeonghoewon)t mégis együtt kezelik a Szoorung (Seooreung) többi sírjával, kulturális örökségvédelmi regisztrációja azonban külön történt, a 357. történelmi látványosságként vették jegyzékbe. A sírban Szohjon (소현, Sohyeon) herceg (Indzso (Injo) fia) minhöbin (minhoebin) rangú felesége nyugszik, aki a Kang klánból származott és a híres tábornok, Kang Gamcshan (Kang Gam-chan) leszármazottja volt. Más ágyasok azzal vádolták meg, hogy megölte a férjét, ami miatt mérgezés általi halálra ítélték. 1718-ban címét visszaállították, mert ártatlannak találták. 1903-ban lett a sír neve Jonghövon (Yeonghoewon).

### Tebinmjo(Daebinmyo)
Ebbe a sírba temették Csang hibin (Jang hui-bin)t (1659-1701), Szukcsong (Sukjong) király hibin (huibin) rangú ágyasát a Csang (Jang) klánból. 1686-ban lett ágyas, 1688-ban hozta világra Jun (Yun) herceget, a későbbi Kjongdzsong (Gyeongjong) királyt. Amikor fia koronaherceg lett, Csang (Jang) úrnő királynéi rangot kapott, azonban amikor azonban a korábban politikai ármánykodással címétől megfosztott Inhjon (Inhyeon) királynét visszahelyezték pozíciójába, Csang (Jang) úrnőt visszafokozták hibin (huibin) ágyasi rangba. 1701-ben megvádolták, hogy hamis váddal illette Inhjon (Inhyeon) királynét és mérgezés általi halálra ítélték. Szukcsong (Sukjong) ezt követően törvényben tiltotta meg, hogy pin (bin) rangú ágyasok pi (bi), azaz királyi hitvesi rangra emelkedhessenek. A sír eredetileg Kvangdzsu (Gwangju) járásban volt megtalálható, 1969-ben mozgatták mostani helyére.